# 排水量

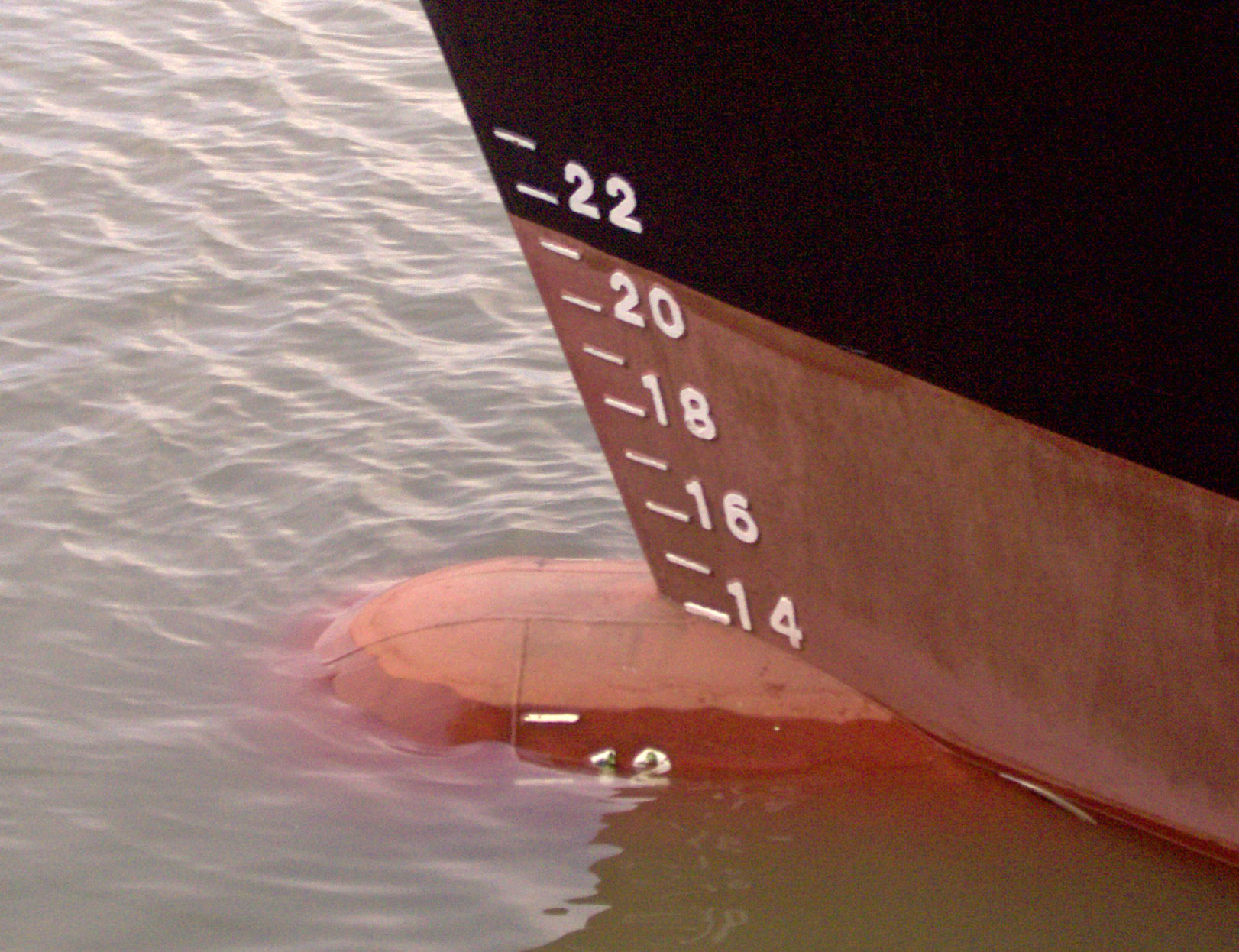
当重量加载到船舶上时，船舶会在水中下沉。船舶在某一载重状态下的总重量，在数量上等于船舶浮在水中所排开水的重量，即排水量

排水量（displacement）是指船舶在一定状态下的总重量，通常以吨为单位。船舶满载时的总重量称为满载排水量，或重排水量，船舶不装载货物时船体和机舱等部分的总重量称为空船排水量，或轻排水量，如未指明时，船舶的排水量多指满载排水量。排水量是表示船舶吨位的众多指标之一，缩写作DT（Displacement Tonnage），与净吨位（NT）、总吨位（GT）或载重吨位（DWT）等是不同的概念。
排水量也可以按照字面上的意思来理解，即排开水的重量。根据阿基米德原理，浸在水中的物体受到向上的浮力等于其排开水的重量，而浮在水中船舶在竖直方向上自身的重力和受到的浮力相平衡，大小相等，即其重量等于排开水的重量。
不同水域水的密度是有差异的，海水的密度约为1025 kg/m³，而淡水的密度则约为1000 kg/m³。当船舶从海域驶入内河或由内河出海时，船舶的吃水会有所变化，而船舶的总重量不变，其排开水的重量同样保持不变，即船舶的排水量不因所处水域水密度的变化而有所不同。

## 特定状态下的排水量

### 满载排水量
满载排水量是設計草案所允許的排水量最大值。

### 标准排水量
標準排水量也稱為華盛頓排水量，是1922年《華盛頓海軍條約》定義的一種計算軍艦排水量的術語。它指的是建造完畢、搭載全部乘員、動力系統可操作、搭載海上航行所用之一切物品的軍艦的排水量，包括全部乘員、引擎、所有武器、彈藥、設備、裝備、乘員所用的全部食物和淡水、軍需，以及戰爭中準備攜帶的一切工具，但以蒸汽船而言，不包括燃料或鍋爐後備給水。
《美國海軍軍艦辭典》在列出美軍軍艦參數時，優先採用標準排水量的數據，若沒有任何排水量的紀錄時，才使用噸位。

### 輕排水量
輕排水量是空載船舶的實際重量。商船和軍艦的算法有一點不同：商船的輕排水量會包括機器中的水和油，使鍋爐處於蒸汽水平，而軍艦的不算液體，只算機器的乾重。當一艘船報廢當成廢鐵賣，買賣雙方會使用這個值來估計鋼材和金屬的重量，進行價格談判。

### 正常排水量
正常排水量，指的是裝備齊全準備出海的船隻，包括三分之二的補給品和燃料，帶足彈藥。

## 載重噸位
船舶能使用的載重能力，滿載排水量減去輕排水量的值。載重噸位在商業上較為常用。以往使用長噸計算，現在使用公噸。載貨噸位（deadweight cargo）是載重噸位減去燃料、淡水、補給、船員和私人物品之後能載貨的重量。

## 图片

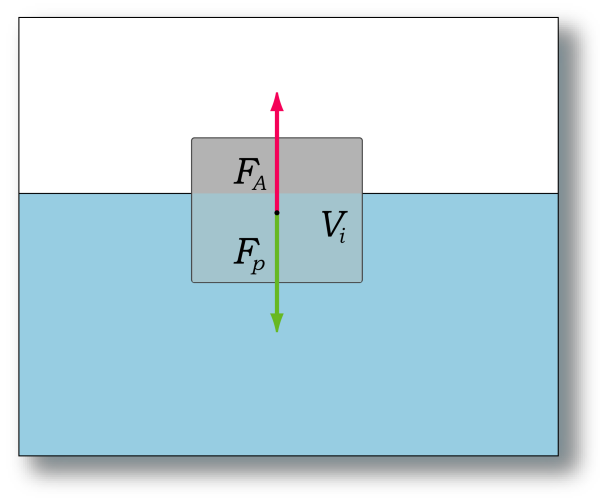
一条漂浮状态的船的排水量Fp和所受浮力Fa一定相等。
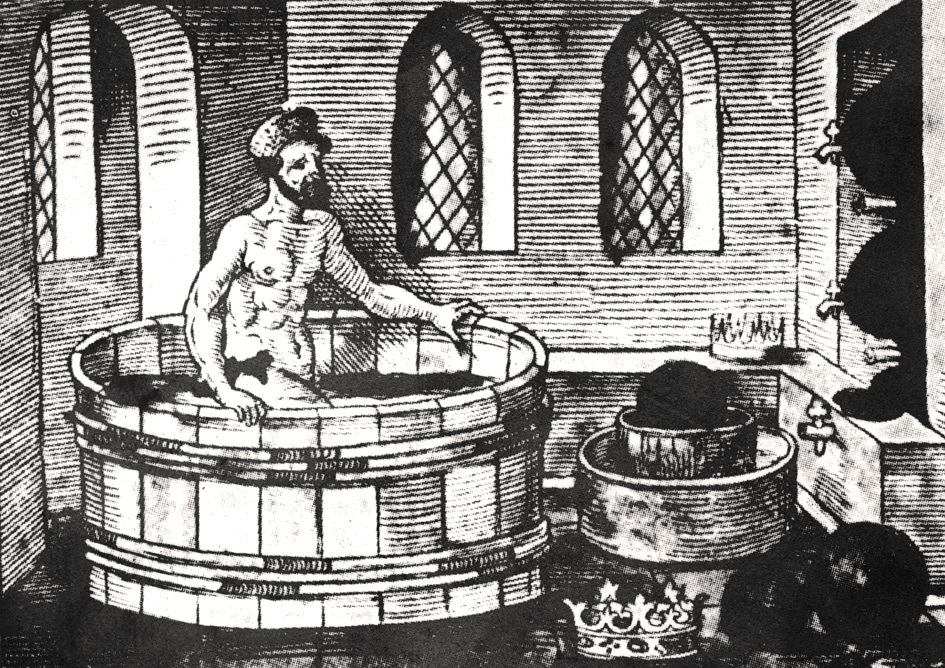
古希腊哲学家阿基米德那一次著名的洗澡
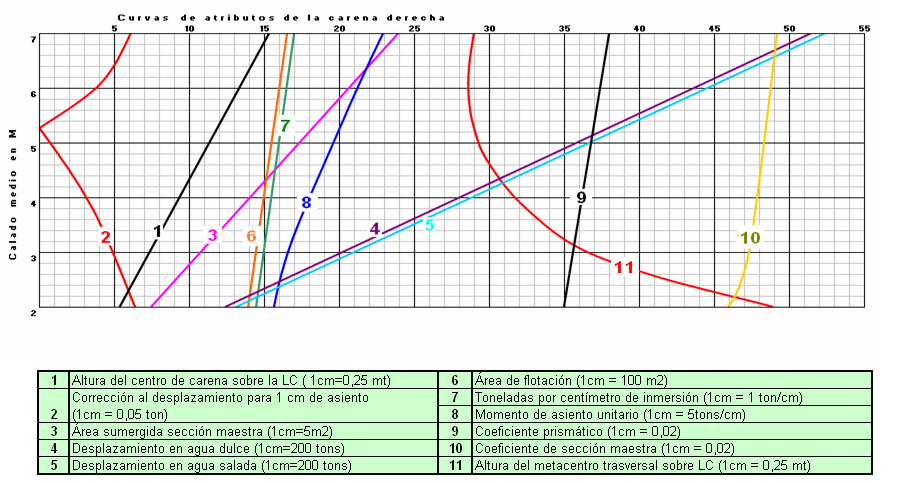
一艘船的静水力曲线.  线4和5用来把用米标注的平均吃水转换成用吨标注的排水量。